# توماش بردیچ
توماش بردیچ (به چکی: Tomáš Berdych) (زاده ۱۷ سپتامبر ۱۹۸۵ - والاشسکه مزیرژیچی) تنیس‌باز اهل کشور جمهوری چک است.
وی نایب قهرمان مسابقات تنیس ویمبلدون در سال ۲۰۱۰ و قهرمان مسابقات تنیس مسترز پاریس در سال ۲۰۰۵ بوده‌است، بهترین رتبه وی در رتبه‌بندی جهانی تنیس ۶ (۱۸ اکتبر ۲۰۱۰) بوده‌است.